# Francesco Morosini

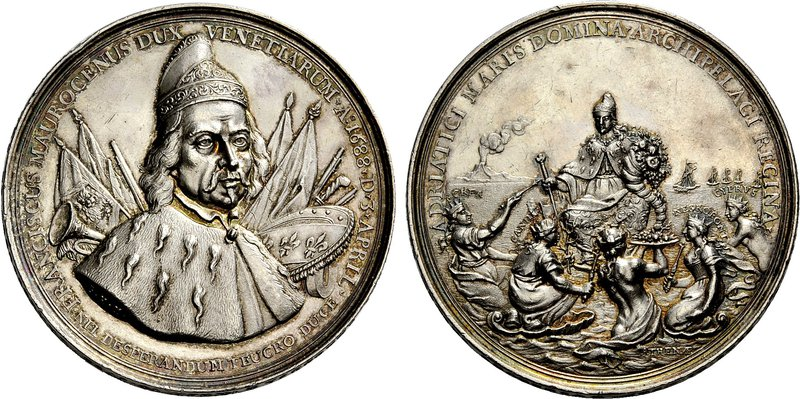
Medalha em honra do doge Morosini pelos feitos militares na Guerra da Moreia.

Francesco Morosini (Veneza, 26 de fevereiro de 1618 - Náuplia, 6 de janeiro de 1694) foi o 108.º Doge de Veneza entre 1688 e 1694, durante o auge da Grande Guerra Turca. Foi o responsável pela destruição do Partenon, em Atenas, em 1687.
Nascido em família nobre, filho de Pietro e de Maria Morosini (prima do pai), segundo as crónicas da época a vida de Francesco Morosini foi transtornada em tenríssima idade pela estranha morte da mãe (afogada quando tentava salvar a vida do marido que tinha caído à água) o que fez com que durante muito tempo suspeitasse da inocência do pai. Talvez este episódio e a consequente má relação com a nova madrasta tenham feito nele um espírito rebelde e belicoso. Encaminhado para os estudos clássicos, mostrou-se mais interessado nas batalhas e na estratégia, alistando-se cedo nas armadas venezianas. Demasiado empenhado nas armas nunca se casou. Teve dois irmãos.

## Carreira militar
Jovem marinheiro durante os anos trinta do século XVII, só o rebentar da guerra contra os turcos em 1644 e uma notável fortuna da sua família lhe permitiram dar livre curso aos seus instintos e à sua capacidade de forma completa. Quase perdida a ilha de Creta, só se manteve em poder de Veneza a cidade de Heraclião, a capital da ilha, que rapidamente ficou sob ataque do inimigo. Nomeado comandante das forças terrestres na cidade por duas vezes (1646-1661 e 1667-1669) conseguiu organizar as suas tropas até ao ponto de a cidade resistir durante 23 anos. As terríveis batalhas reduziram a escombros a cidade e preencheram com cemitérios militares a ilha (entre os venezianos houve cerca de 30 000 mortos e cerca de 80 000 entre os turcos), mas a situação mudou consideravelmente.
Em 6 de setembro de 1669, dada a impossibilidade objectiva de maior resistência, Morosini assina um acordo de paz com o inimigo e cedeu a cidade. No entanto conseguiu no acordo preservar algumas fortalezas próximas. A capitulação foi gloriosa e honrosa para os derrotados venezianos, que puderam levar a artilharia de Creta, conservaram na ilha as fortalezas de Suda, Espinalonga e Carabus e os turcos devolveram Clissa na Dalmácia. Os muçulmanos finalmente comprometeram-se a não entrar na cidade durante doze dias para deixar partir livremente todos aqueles que quisessem fazê-lo. Quando os turcos entraram em Heraclião encontraram apenas apenas dois monges gregos, três judeus e uma pobre mulher em toda a ilha que tinha até então uma população de 22 000 almas.
A sua excessiva autonomia (e desvio de dinheiros públicos) custou-lhe um processo em 1670 por insubordinação e apropriação inadequada que, no entanto, o inocentou. O fim da guerra e da relativa calma que se seguiu por algum tempo, fê-lo mudar para Friul. Parecia o início da sua reforma após uma juventude cheia de eventos e privilégios, mas a República, apesar de estar militarmente e economicamente prostrada, não aceitou o tratado de 1669 mas sim a proposta da Áustria para aliar-se a Veneza na sua guerra contra o Império Otomano em 1683, para vingar a afronta sofrida.
Morosini, um dos últimos grandes comandantes venezianos, foi rapidamente nomeado chefe militar. Nos anos seguintes (1683-1687), com uma frota relativamente pequena e equipamento de fraca qualidade conseguiu vitórias admiráveis nas fortalezas da ilha tidas por inconquistáveis.
Além de ameaçar as fronteiras do Império Otomano no Mar Mediterrâneo, em 1684 conquistou a ilha de Santa Maura (Lêucade). Em 1685 foi a vez de Córon e Maina. Em 1686, com o seu tenente Otto Wilhelm Königsmarck, um sueco que entrara ao serviço da República, tomou a Ilha Navarino, Modon, Argo e Náuplia e em 1687 todo o Peloponeso exceto Monemvasia e Mistras, estava em suas mãos e, em seguida, apoderou-se de Patras e Lepanto por Corinto e de Atenas.
Durante o cerco de Atenas, em 26 de setembro de 1687, um morteiro atingiu o parcialmente destruído Partenon, que os muçulmanos utilizavam como depósito de pólvora. Foi nessa época que se desmoronou o telhado do templo, que até então tinha permanecido milagrosamente intacto.
Em 1687, por seu mérito no campo de batalha, obteve do Senado veneziano, algo que nunca antes acontecera, o título de peloponesíaco e um busto de bronze em sua honra (coisa proibida para as pessoas em vida e raríssima para os já falecidos). A inscrição indica "Francisco Morosini, Peloponnesiaco, adhuc vivendi, Senatus" ("O Senador Francesco Morosini, Peloponesíaco, ainda vivo").

## Dogado
Refutada a sua candidatura ao dogado em 1684, com a morte de Marcantonio Giustinian (23 de março de 1688) a 3 de abril de 1688 foi eleito doge de Veneza. A noticia chegou-lhe durante um cerco e para o honrar, a sua coroação teve lugar na presença dos seus soldados entusiastas. Voltou a Veneza em 1690, cansado de tantas expedições, para gozar de tratamentos de favor e privilégios que nunca tivera antes.
Durante este período observou-se uma certa vaidade excessiva que destruiu um pouco a fama de grande homem que obtivera com as suas vitórias. Demasiado arrogante para os senadores e demasiado vaidoso para o povo, decidiu-se enviá-lo novamente para chefiar as tropas visto que os generais que o tinham substituído não se encontravam à sua altura.
Em maio de 1693 partiu de Veneza com a sua frota e rapidamente se lançou em novas batalhas e cercos voltando a retomar o caminho das vitórias (três batalhas em poucos meses). Morosini, porém, era já velho, e não conseguia aguentar o peso físico e moral de uma expedição militar. Doente, foi trasladado para a cidade peloponésica de Náuplia, onde morreu em 6 de janeiro de 1694.
Depois da sua morte, foi erigido um grande arco de mármore no Palácio Ducal de Veneza, enquanto que o seu gato, ao qual Morosini estava muito apegado, foi embalsamado e exposto no Museu Correr.